# Stars (singel The Cranberries)
"Stars" – singel irlandzkiej grupy rockowej The Cranberries, pochodzący z albumu Stars: The Best of 1992–2002. Singel został wydany w październiku 2002 roku.

## Lista utworów
1. "Stars"
2. "Dreaming My Dreams"
3. "Sunday"
4. "Hollywood"

## Twórcy
- Dolores O’Riordan – śpiew, gitara
- Noel Hogan – gitara
- Mike Hogan – gitara basowa
- Fergal Lawler – perkusja, instrumenty perkusyjne